# Sennertia
Sennertia  es un género de ácaros de la familia Chaetodactylidae.
Hay más de 70 especies. Algunas son parásitos o comensales de abejas. La presencia de una estructura especializada (acarinario) para el transporte de algunos de estos ácaros (Sennertia sayutara, Sennertia devincta) en algunas especies de abejas indica que se trata de una relación mutualista. La mayoría de especies de Sennertia se establecen en la abeja adulta.

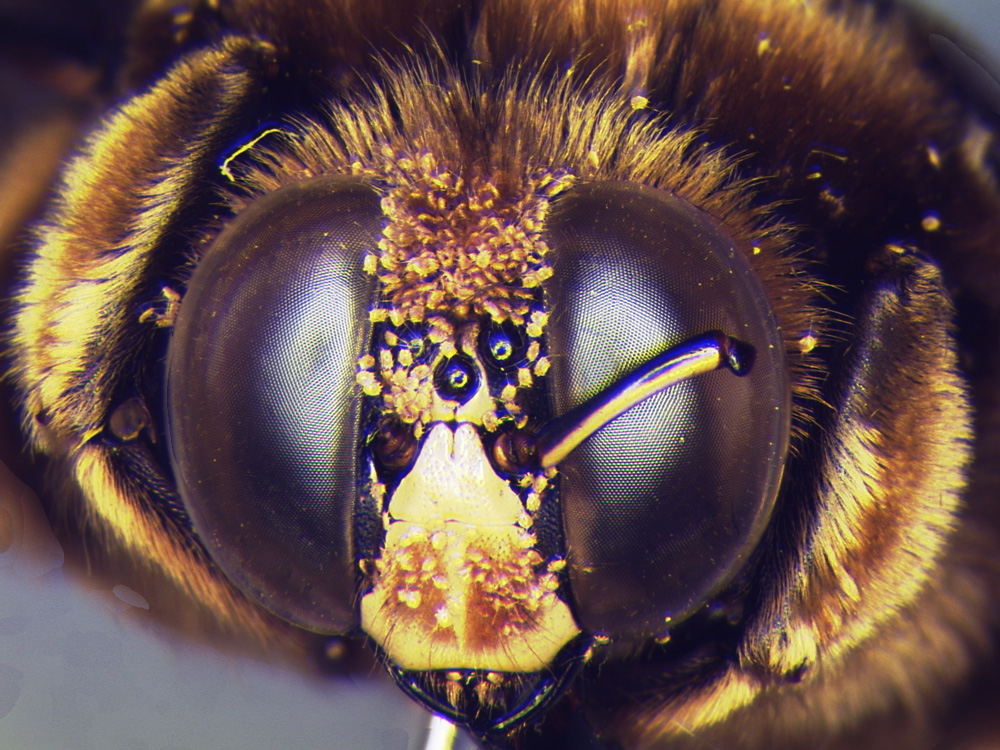
Sennertia tanythrix en el abejorro carpintero hospedero, Xylocopa torrida

## Especies
- Sennertia aldeodadi - Haitlinger, 2000
- Sennertia alfkeni - Oudemans, 1900
- Sennertia americana - Delfinado and Baker, 1976
- Sennertia antarctica - Trägårdh, 1907
- Sennertia argentina - Vitzthum, 1941
- Sennertia augustii - Alzuet and Abrahamovich, 1990
- Sennertia basilewskyi - Fain, 1974
- Sennertia benoiti - Fain, 1974
- Sennertia bifida - Kurosa, 2003
- Sennertia bifilis - (Canestrini, 1897)
- Sennertia caffra - Vitzthum, 1919
- Sennertia cantabrica - Zachvatkin, 1941
- Sennertia capensis  - Fain, 1971
- Sennertia cerambycina (Scopoli, 1763)
- Sennertia ceratinarum Fain, 1974
- Sennertia congoicola Fain, 1971
- Sennertia dalyi - Fain, 1980
- Sennertia dalyi nilotica - Fain, 1980
- Sennertia delfinadoae - Fain, 1981
- Sennertia devincta - Klimov and OConnor, 2007
- Sennertia dissimilis - Zachvatkin, 1941
- Sennertia donaldi - Turk, 1948
- Sennertia duweinii - Sherbef and Duweini, 1980
- Sennertia egyptiaca - Elbadry, 1971
- Sennertia elseni - Fain, 1971
- Sennertia faini - Baker and Delfinado-Baker, 1983
- Sennertia flabellifera - Oudemans, 1924
- Sennertia frontalis - Vitzthum, 1941
- Sennertia gargantua - Zachvatkin, 1941
- Sennertia greeni - Oudemans, 1917
- Sennertia haustrifera - Klimov and OConnor, 2008
- Sennertia herminae - Haitlinger, 1999
- Sennertia hipposideros - Oudemans, 1902
- Sennertia horrida - Vitzthum, 1912
- Sennertia hurdi - Klimov and OConnor, 2008
- Sennertia ignota - Delfinado and Baker, 1976
- Sennertia indica - Delfinado and Baker, 1976
- Sennertia jeanalexi - Fain, 1971
- Sennertia koptorthosomae - Oudemans, 1901
- Sennertia latipilis - Fain, 1974
- Sennertia lauta - Klimov and OConnor, 2007
- Sennertia leclercqi -  Fain, 1971
- Sennertia leei - Fain, 1982
- Sennertia longipilis - Alzuet and Abrahamovich, 1987
- Sennertia loricata - Klimov and OConnor, 2008
- Sennertia lucrosa - Klimov and OConnor, 2008
- Sennertia madagascarensis - Fain, 1971
- Sennertia mesotrichia - Fain, 1971
- Sennertia micheli - Fain, 1971
- Sennertia monicae - Fain, 1971
- Sennertia morstatti - Vitzthum 1914
- Sennertia oudemansi - Zachvatkin, 1941
- Sennertia perturbans - Vitzthum, 1919
- Sennertia pirata - Klimov and OConnor, 2008
- Sennertia potanini - Zachvatkin, 1941
- Sennertia queenslandica Womersley, 1941
- Sennertia ratiocinator - Klimov and OConnor, 2007
- Sennertia recondita - Klimov and OConnor, 2008
- Sennertia robusta - Delfinado and Baker, 1976
- Sennertia roepkei - Oudemans, 1924
- Sennertia sayutara - Klimov and OConnor, 2007
- Sennertia scutata - Fain, 1974
- Sennertia segnis - Klimov and OConnor, 2008
- Sennertia shimanukii - Baker and Delfinado-Baker, 1983
- Sennertia simplex - Trägårdh, 1904
- Sennertia sodalis - Klimov and OConnor, 2008
- Sennertia spinifera - Fain, 1974
- Sennertia splendidulae - Alzuet and Abrahamovich, 1989
- Sennertia surinamensis - Fain and Lukoschus, 1971
- Sennertia tanythrix - Fain, 1971
- Sennertia tunisiana - Fain, 1980
- Sennertia vaga - Klimov and OConnor, 2008
- Sennertia vanderhammeni brevipilis - Fain, 1974
- Sennertia vanderhammeni - Fain, 1974
- Sennertia varicosa - Fain, 1971
- Sennertia vitzthumi - Fain, 1981
- Sennertia zhelochovtsevi - Zachvatkin, 1941